# Torre Salvans
La Torre Salvans és una obra amb elements noucentistes i modernistes de Tona (Osona) inclosa a l'Inventari del Patrimoni Arquitectònic de Catalunya.

## Descripció
Torre o xalet. Edifici envoltat de jardí i casa unifamiliar de segona residència. És una combinació de diferents cossos interrelacionats, de diferents alçades i proporcions, coberts a quatre, dues o una vessant, i amb moltes obertures (generalment finestres de testera recta i carreus de pedra als brancals i llindes), amb ràfecs sostinguts per bigues de fusta. Segueix l'estil i les proporcions de les Torres Llussà, encara que possiblement questa fou construïda amb posterioritat.

## Història
A partir de 1900 Tona es converteix en un centre d'estiueig per part de la burgesia de Barcelona i Manresà i fins i tot de la comarca, que a poc a poc fixaren la seva segona residència a la ciutat. Aquest moviment constructiu, del qual en són el màxim exponent les Torres Llussà, originà un nou tipus d'habitatge: les torres i xalets, que van anar cobrint la zona Nord-est de Tona, urbanitzada d'acord amb els espais enjardinats que envolten les cases. El fenomen de l'estiueig a tona s'inicià al segle XX i encara perdura. Durant els anys 1980-1990 però, molts habitants de Vic i de Tona han preferit viure a les torres, xalets o habitatges unifamiliars d'aquesta zona, fet que ha afavorit la restauració i manteniment d'aquest tipus de construccions.